# إليزابيث ويلينغ باول
إليزابيث ويلينغ باول (21 فبراير 1743 - 17 يناير 1830) إحدى الشخصيات الاجتماعية الأمريكية وعضو بارز من الطبقة العليا في فيلادلفيا في أواخر القرن الثامن عشر وأوائل القرن التاسع عشر. شغل والدها ثم زوجها منصب عمدة فيلادلفيا، وكانت صاحبة صالون أدبي إذ استضافت الاجتماعات المتكررة التي أصبحت محور الحياة السياسية في المدينة. خلال الكونغرس القاري الأول في عام 1774، فتحت باول منزلها للمندوبين وعائلاتهم، وأقامت حفلات العشاء وغيرها من المناسبات. بعد الحرب الثورية الأمريكية، تبوأت مكانة مرموقة بين أبرز شخصيات فيلادلفيا، وأنشأت صالونًا للبلاط الجمهوري ضمّ كبار المفكرين والشخصيات السياسية.
تراسلت باول مع النخبة السياسية في ذلك الوقت على نطاق واسع. كانت صديقة مقربة لجورج واشنطن وكاتمة لأسراره ومن بين أولئك الذين أقنعوه بالترشح للرئاسة لولاية ثانية. كتبت باستفاضة -ولكن لأغراض شخصية- عن مجموعة متنوعة من الموضوعات، منها السياسة ودور المرأة والطب والتعليم والفلسفة. يُقال إن باول هي من سأل بنجامين فرانكلين «ماذا لدينا؟ جمهورية أم ملكية؟»، ونُقل إنه رد قائلًا «جمهورية ... إن كنت تستطيعين صونها»، وهي عبارة كثيرًا ما تُقتبس عن دستور الولايات المتحدة. كان جيمس ماك هنري، أحد مندوبي الاجتماع الدستوري، أول من سجّل الحديث في مدونته اليومية بتاريخ 18 سبتمبر 1787. ومع مرور الوقت، طرأت بعض التعديلات على حديث باول مع فرانكلين، إذ غُيِّب الدور الذي أدته باول في نسخ القرن العشرين واستبدل باسمها «سيدة» أو «امرأة» أو «مواطنة مهتمة» مجهولة الهوية. ونُقل مكان الحديث أيضًا من منزل باول إلى عتبة قاعة الاستقلال.
توفي زوجها صموئيل باول، أحد أثرى الأثرياء في فيلادلفيا، والمنتخب مرتين لمنصب عمدة المدينة، في عام 1793، تاركًا كل ممتلكاته تقريبًا لباول التي واصلت إدارة معاملات العائلة التجارية. بنت منزلًا لابن أختها ووريثها الذي اختارته، جون هير باول، على الأرض الريفية التي ورثتها عن زوجها. باعت منزل باول وعاشت في تشيسنوت ستريت بالقرب من قاعة الاستقلال خلال العقود الثلاثة الأخيرة من حياتها. توفيت في 17 يناير 1830 ودُفنت بجانب زوجها في كنيسة المسيح. استحوذت جمعية فيلادلفيا للحفاظ على المعالم على منزل باول بعد أكثر من قرن، إذ جددته وافتتحته متحفًا للعامة في عام 1938. أُعيد بناء غرفتين من المنزل كالمعارض في متاحف فيلادلفيا ونيويورك. أصبحت أرض عائلة باول الريفية فيما بعد جزءًا من قرية باولتون في فيلادلفيا. ما تزال المئات من رسائلها والعديد من اللوحات التي تجسدها موجودة حتى الآن.

## سيرتها الشخصية

### نشأتها
ولدت إليزابيث ويلينغ في فيلادلفيا في 21 فبراير 1743 [أو 10 فبراير 1742/43 وفق التقويم اليولياني]، لتشارلز وآن ويلينغ (شيبن قبل الزواج). عاشت الأسرة في منزل على ناصية ثيرد ستريت وويلينغز آلي في فيلادلفيا. هاجر تشارلز إلى المدينة من إنجلترا في سن الثامنة عشرة كتاجر في التجارة الخارجية. انتُخب لعمدة فيلادلفيا في عامي 1748 و 1754. انحدرت آن من عائلة كويكرية من التجار الناجحين الذين هاجروا إلى المستعمرات من إنجلترا قبل ثلاثة أجيال. لا تتوفر تفاصيل عن التعليم الذي تلقته إليزابيث، ولكن وفقًا للمؤرخ ديفيد ماكسي، كانت أسرتها ثرية بما يكفي لتحمل نفقات الدروس الخصوصية، ويشير محتوى كتابات إليزابيث إلى مستوى تعليمها الجيد.
كان لإليزابيث خمسة أشقاء أكبر منها: توماس وآن ودوروثي وتشارلز وماري، وخمسة أشقاء أصغر منها: ريتشارد وأبيغيل وجوزيف وجيمس ومارغريت. تزوجت دوروثي من والتر ستيرلينغ عام 1753، وتزوجت ماري من ويليام بيرد الثالث عام 1761، وتزوجت آن من تينش فرانسيس الابن عام 1762. بعد وفاة والدهم عام 1754 -بعد ولادة مارغريت بعام- ورث توماس منزل العائلة، ثم تزوج آن ماكول في عام 1763. عندما شرعا في الإنجاب وعجّ المنزل بالأطفال، زاد الضغط على إليزابيث -كبرى أخواتها غير المتزوجات- للعثور على خاطب وتكوين أسرة. كثرت الأقاويل في عام 1768 عن خطوبة إليزابيث المفترضة لجون ديكنسون، وهو رجل يكبرها بعشر سنوات ومؤلف سلسلة المقالات واسعة الانتشار «رسائل من مُزارع في بنسلفانيا». نفت إليزابيث حدوث علاقة من هذا القبيل في رسائل خاصة إلى أختها ماري، مؤكدة أنه لو كان خبر ارتباطها صحيحًا، لكانت من بين أول العارفين.

### زواجها والأطفال
تزوجت إليزابيث صموئيل باول (مواليد 1738) الذي كان من أصل كويكري أيضًا، ومن أثرى الأثرياء في فيلادلفيا، إذ ورث في سن الثامنة عشرة ثروة جده صموئيل باول، الذي كان من أوائل المستوطنين في مقاطعة بنسلفانيا. توفي ابن باول -يُدعى أيضًا صموئيل وهو والد زوج إليزابيث- في عام 1747، بعد أن حقق نجاحًا باهرًا كتاجر. تخرّج زوج إليزابيث في كلية فيلادلفيا عام 1759، ثم شرع في جولة إلى أوروبا لمدة سبع سنوات لدراسة الفن. ذهب إلى روما حيث رسمته الرسامة الإيطالية أنجيليكا كوفمان وعقد اجتماعًا مع البابا كليمنت الثالث عشر. في إنجلترا، عُمِّد في الكنيسة الأنجليكانية على غرار رفيقه في الجولة جون مورغان من قبله.
جمع زواج صموئيل وإليزابيث بين اثنتين من أبرز العائلات التجارية في المدينة. أُقيم حفل زفافهما في 7 أغسطس 1769 في كنيسة المسيح ورأس قدّاسه جاكوب دوتشي. قبل خمسة أيام من الزفاف، اشترى صموئيل لعائلته الجديدة منزلًا عُرف فيما بعد باسم منزل باول. بُني المنزل في الأصل عام 1765 لتشارلز ستيدمان الذي لم يسكنه مطلقًا، ويقع المنزل في ساوث ثيرد ستريت، جنوب منزل طفولة إليزابيث مباشرة، ويجاوره من الشمال منزل أختها ماري.
توفي جميع أطفال عائلة باول الأربعة صغارًا. ولد ابنهما الأول في 29 يونيو 1770، وعُمّد باسم صموئيل الابن قبل وفاته في 14 يوليو 1771. ولدت طفلتهما الثانية ميتة في 6 أغسطس 1771، أو كما كتبت إليزابيث «بالكاد تنفست». ولد طفل آخر ميتًا في 2 أبريل 1772. عُمِّد طفلهما الرابع باسم صموئيل لكنه توفي بعد أسبوعين فقط في 11 يوليو 1775. انعكست وفاة أطفالها وما تبعها من اكتئاب أصابها طيلة حياتها على مراسلاتها. احتفظت بخصلة شعر من ابنيها المسميين صموئيل وكثيرًا ما كتبت عن فقدها نادبة آمالها المحطمة في بلوغ الأمومة.

### صاحبة صالون أدبي
خلال اجتماع الكونغرس القاري الأول عام 1774 في فيلادلفيا، فتحت باول منزلها للمندوبين وعائلاتهم، واستضافت حفلات العشاء والمناسبات. استُبعدت النساء عمومًا من شغل الأدوار الرسمية في المؤسسات السياسية، وكانت استضافة الشخصيات البارزة في المنازل فرصةً لهنّ لتحصيل دور قيادي في الخطاب السياسي. اتبعت اجتماعات إليزابيث الشهيرة في منزل باول تقاليد الصالونات الفرنسية وأصبحت محور الحياة السياسية في المدينة. شجعت النقاش السياسي والفلسفي، وكثيرًا ما أعربت عن رأيها في شؤون الدولة. كتبت أختها آن فرانسيس إلى أختها ماري بيرد عن «تضلّع إليزابيث العميق في اللغة وتدفق أفكارها بسلاسة». أشار النبيل الفرنسي فرانسوا جان دي شاتليه إلى ذلك بقوله «على عكس العادات الأمريكية» بدلًا من أن يكون زوجها المفكر السياسي الأهم في المنزل «تؤدي هي الدور القيادي في العائلة».
أدت باول دور المضيف للنخب المعاصرة، منهم: بنجامين راش والماركيز دي لافاييت وجون آدامز. في إحدى المرات أعرب آدامز عن استمتاعه بما كان -من وجهة نظره البيوريتانية- «أكثر الولائم آثامًا». ترد في مذكراته الأطباق التي قُدمت للضيوف: «الروائب والقشدة والهلام والحلويات بجميع أنواعها، وعشرون نوعًا من التارت والكمأة والجُزر العائمة والسيلابوب وغيرها الكثير، وكل ما يسرّ العين ويبهج القلب». بعد شرب مجموعة مختارة من «شراب البنش والنبيذ والبورتر والبيرة، إلخ»، أُلهم هو وآخرون الاستمتاع بإطلالة المدينة وتسلقوا برج إحدى الكنائس المجاورة. أشارت زوجته أبيغيل آدامز إلى أن باول «الأكثر اطلاعًا والأدمث، ودودة للغاية وغزيرة الحديث، وهي امرأة تستحوذ على العديد من المفاتن».